# Truman Capote: la corruzione il vizio e la violenza
Truman Capote: la corruzione il vizio e la violenza (The Glass House) è un film per la televisione del 1972 diretto da Tom Gries.

## Riconoscimenti
- 1972 – Festival internazionale del cinema di San Sebastián
  - Concha de Oro